# Відслонення нижнього сармату в селі Залісці
Відслонення нижнього сармату в селі Залісці — геологічна пам'ятка природи місцевого значення в Україні. Розташована в селі Залісці Кременецького району Тернопільської області, на лівому схилі потічка за 200 м від старого млина. 
Площа — 0,5 га. Оголошене об'єктом природно-заповідного фонду рішенням виконкому Тернопільської обласної ради від 14 березня 1977 року № 131. Перебуває у віданні сільськогосподарського підприємства «Залісся». 
Під охороною — відслонення нижньосарматських пісковика, у верхній частині якого трапляються стяжіння і брили щільних вапняковистих пісковиків із кристалами кальциту, що переповнені піщинками кварциту. Розміри їх від 0,3-0,5 до 3-4 см, колір сірий, поверхня граней шерехата від дрібних піщинок, що становлять 55-60 % обсягу кристалів; кварцовий пісок, який містить стяжіння, ясно-сірий, майже білий, дрібносередньозернистий. Піщана товща перекрита вапняковистими пісковиками, ясно-сірими, плитчастими з прошарками піску. 
В Україні такі кристали виявлені лише в околицях Шумська, окремі знахідки відомі з околиць Рівного та Кременця. 
За межами України знайдені у США (шт. Дакота), Франції (біля м. Фонтенбло). Кристали кальциту з включенням піску викликають зацікавлення вчених як надзвичайно рідкісні утворення.